# Stöldskydd (bil)
Stöldskydd för bilar är utrustningar och system som ska förhindra stöld av eller intrång i ett fordon.
Från början bestod bilarnas stöldskydd endast av mekaniska lås till dörrarna och till tändningskontakten för start av motorn. Sedermera tillkom ytterligare skyddssystem:
- Rattlås som förhindrar styrning av bilen.
- Centrallås som automatiskt låser eller låser upp alla dörrar när till exempel förardörren låses/öppnas.
- Startspärr (engelska immobilizer) som kräver en digital kod i nyckeln för att motorns styrelektronik skall tillåta start.
- Aktiv fjärrnyckel med knappar på nyckeln, som vid aktiv tryckning sänder både en nyckelkod och funktionskod för öppning/stängning. I bilen finns då en mottagare som passivt tolkar nyckelkoden och funktionskoden och signalerar till centrallåsen att öppna eller stänga.
- Stöldlarm som akustiskt och/eller visuellt larmar vid inbrott, rörelse i kupén och lutning av bilen. Vissa bilar ringer även upp en larmcentral och kan med GPS meddela var bilen befinner sig.
- Passiv fjärrnyckel där det räcker med att ha nyckeln passiv i fickan eller väskan för att man ska kunna öppna en dörr eller starta motorn.
- Kopieringsskydd. Man erfor tidigt att nyckelkoder som sändes, måste skyddas mot kopiering genom dynamisk kryptering/dekryptering och andra metoder som försvårar forcering.
- Nyckelminne där bilens inställningar för stol, backspeglar, ratt, innerklimat mm lagras när bilen låses. Vid öppning med samma nyckel återställs dessa inställningar automatiskt även om någon annan kört bilen.
- Autentisering, d.v.s. personidentifikation med t.ex. biometri av föraren, vilket ger tillgång till fordonet.

Dessa skyddssystem har gjort att bilstölder minskat och endast blir möjliga med fysiska rån, där föraren tvingas lämna bilen med nyckeln. Eller med fysisk bärgning av bilen och sedan avancerad omprogrammering av flera av bilens styrsystem. Vidare har låsning/öppning blivit avsevärt bekvämare, så att bilen oftare blir låst, även när de tillfälligt lämnas.
Nedan beskrives vart och ett av de olika skyddssystemen:

## Mekaniska lås
De mekaniska dörrlåsen på en bil kan ha flera funktioner:
- Medge öppning/låsning med nyckel. Finns normalt bara på förardörren och bakluckan. Viktigt att nyckelhålet täcks för att hindra smuts och fukt att intränga. Nyckeln är vanligen symmetrisk så att den inte behöver vridas rätt för att gå in.
- Medge öppning/låsning inifrån utan nyckel. Tidigare hade bilarna en låsknapp på dörrens överpanel som trycktes in eller drogs upp. Fördelen var att man utifrån såg om dörren var låst. Nackdelen var att en tjuv med en ståltråd kunde lirka upp knappen. Senare bilar saknar sådana knappar men har istället en knapp på dörrgaveln så man, när dörren öppnas, kan låsa även om batteriet är urladdat (se centrallås nedan). Dessutom har låset alltid kunnat öppnas även med det vanliga öppningshandtaget. Bakluckan och tankluckan har i vissa bilar bara kunnat öppnas med ett handtag inne i kupén. Motorhuven öppnas nästan alltid bara med ett handtag i kupén.
- Minimera risken att en dörr öppnas vid olycka. Moderna dörrlås har kraftiga styrningar som gör att regel och låsbleck håller ihop även vid deformation.

De moderna mekaniska dörrlåsen har oftast barnspärrar på bakdörren. De har då ett uttag på dörrgaveln där man kan koppla bort innerhandtaget så att barn inte ska kunna öppna sin dörr.
I många bilar finns även andra mekaniska lås till exempel för handskfack och strömbrytare för passagerarkrockkudde.
De mekaniska tändningslåsen har en elektrisk brytare med flera lägen. till exempel:
- "Garageläge". De flesta elektriska funktionerna är urkopplade.
- "Nyckel i". Vissa bilar kan till exempel koppla in radion när man sätter in nyckeln men ej vrider den. Eller larma om till exempel lyset är på när nyckeln tas ur.
- "Tillbehör". Radio, fönsterhissar mm kan användas.
- "Tändning på". Alla elektriska funktioner kan användas och motorn kan gå.
- "Start". Startmotorn kopplas in och stora el-förbrukare såsom fläkten kopplas ur.

## Rattlås
Ska försvåra styrning om bilen tillgrips. Finns av tre typer:
- "Paraplykrycka". Ett tillbehör där man låser ihop en ratteker med en av pedalerna.
- En låsregel som griper in i ett spår på rattstången. Är integrerad med tändningslåset. Kunde ibland brytas sönder med kraftigt våld.
- En låsregel som griper in mot en friktionskoppling på rattstången. Gör att ratten kräver extremt stor kraft för att vridas men innebär att låset ej kan vridas sönder.

Saab var kända för att i stället ha ett lås kopplat till växelspaken i stället för ratten.
Moderna bilar som har startknapp i stället för startlås har vanligen ett elektriskt rattlås.

## Centrallås
Alla dörrlåsen och bakluckan förses med ett elektriskt drivdon (även pneumatiska drivdon har förekommit) som kan öppna eller stänga låset. Drivdonet kan antingen vara en solenoid-magnet som ger en linjär rörelse eller en motor som med en kuggstång ger samma rörelse. Öppning/stängning skedde med nyckel genom att låscylindern hade kontakter som styrde drivdonen. Numera sker låsningen även med aktiva eller passiva fjärrnycklar (se nedan). 
Ofta finns även en manuell brytare på förardörren (och ibland övriga dörrar) så man kan låsa alla dörrar inifrån för att förhindra rån vid "rött ljus". Moderna bilar kan även programmeras att låsa centrallåset när bilen börjar rulla. Ett problem med detta är att räddningspersonal kan få svårt att komma in efter en olycka. 
Många bilar kompletterar även med en barnspärrsbrytare på förardörren som hindrar barn att öppna dörren (och fönstren) från insidan.
Ofta kompletteras centrallåset med en extra elmotor som kopplar bort innerhandtaget vid låsning så att en tjuv inte kan slå sönder en ruta och öppna dörren inifrån. Kallas ibland blockerat låsläge eller superlåsning.

## Startspärr
Moderna bilmotorer har datoriserad styrning av tändning och bränsleinsprutning. Därmed kan bilnyckeln förses med en hemlig kod som måste stämma med en kod i styrsystemet för att motorn ska fungera. Nyckeln förses med en transceiver som, när den utsätts för en elektromagnetisk svängning, startar ett litet elektronik-chip som sänder en radiosignal med en viss kod. Det är samma princip, RFID-tag, som används i butiker för att förhindra stöld av dyra varor. Runt tändningslåset finns utrustning som dels sänder ut det elektromagnetiska fältet till nyckeln och dels via en antenn avläser nyckelns kod. Koden jämförs sedan med koden i motorns styrsystem för godkännande. Funktionen kallas ofta immobilizer (oflyttbar på engelska).
Transceivern är vanligen inplastad i nyckelns skaft och kan ofta även omprogrammeras av fabrikanten.
En viktig funktion är att nyckelns drivström genereras från magnetfältet, så att nyckeln ska kunna sända koden även om batteriet i nyckeln är urladdat. 

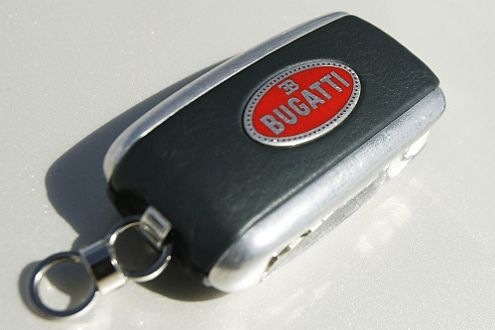
En fjärrnyckel

## Aktiv fjärrnyckel
Förutom startspärrkoden förses nyckeln med olika knappar som kan sända bl.a. låsa-/öppna-signaler till bilen varvid bilens centrallåssystem aktiveras. Fjärrnyckeln förses med en elektronik som kan kryptera nyckelkoden och sända rätt kommandon (se nedan). För det krävs även ett batteri i nyckeln. Öppning/stängning kan ske på relativt långt avstånd från bilen beroende på system. Vanligen bekräftas kommandona med blinkers eller signalhorn. Systemet kallas aktivt eftersom det är föraren som aktivt trycker på en knapp och bilen passivt väntar på en signal. Man kan även ha en "globallåsning" som vid en längre tryckning även stänger alla fönster och taklucka.
Andra kommandon som erbjuds är särskilda knappar för baklucka, larmaktivering, belysning och information av lås-/larm-läge.
Även med fjärrnyckelsystem krävs att låsning/öppning kan ske med nyckeln i en låscylinder i de fall batteriet i nyckeln eller bilen är urladdat.
Moderna fjärrnyckelsystem har inget synligt nyckelblad och tändlåset har bara ett uttag där hela nyckeln sticks in i ett hål där nyckelkoden läses av. Man har då antingen en separat startknapp eller startvred. Vanligen finns dock ett dolt nyckelblad inuti fjärrnyckeln, som kan tas ut i nödfall och föras in i en låscylinder. Andra bilar har en fjärrnyckel i form av ett "kreditkort" men då finns oftast ett nyckelblad vid sidan om.

## Stöldlarm
Låsen kompletteras med funktioner som kan upptäcka tillgreppsförsök. Exempel på sensorer är bl.a.:
- Öppningsbrytare. Varje lås förses med en elektrisk brytare som öppnar när dörren öppnas (i kopplingsscheman anges ofta engelska ajar = "på glänt") vilket utlöser larmet (även om kabeln klipps av).
- Rörelsesensorer. Placeras vanligen i innertaket och sänder radarsignaler och reagerar på ändrade ekon.
- Vinkelgivare som reagerar på stöld av hjul eller upphissning på trailer. Dessa sensorer kan vanligen slås av ombord på färjor i sjögång.
- Glaskrossensorer som reagerar på ljudet.

När sensorerna reagerar utlöses larmet, som vanligen har en batteridriven sirén som är svår att få tyst på. Vidare utnyttjas blinkers och helljuset. Vanligen finns även en lysdiod som anger att larmet är på eller har utlösts.
När batterierna i fjärrnyckeln eller fordonet är urladdat kan larmet utlösas när man öppnar till exempel med nyckelbladet. Man kan då normalt stänga av larmet genom att sätta in fjärrnyckeln i tändningslåsets uttag.

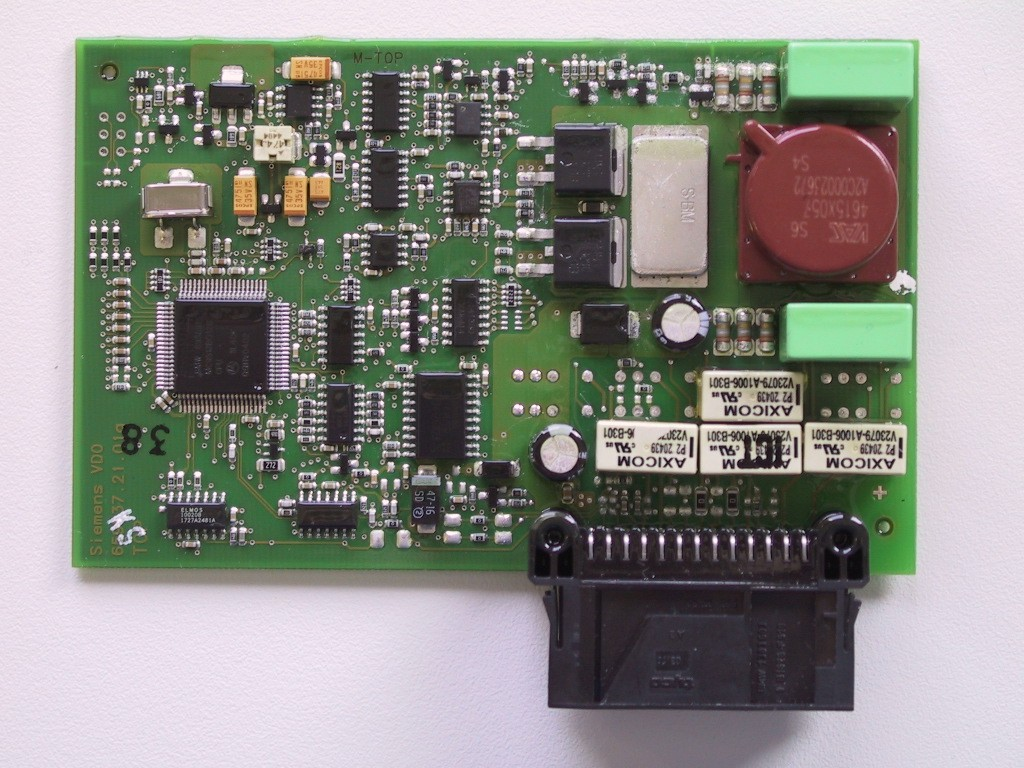
Ett tidigt kretskort för passiva fjärrnycklar. Mercedes "Go" 1998/99

## Passiv fjärrnyckel
I detta låssystem behöver man inte trycka på någon knapp på fjärrnyckeln, även om det är möjligt. I stället kan man ha fjärrnyckeln i fickan eller i handväskan och ändå öppna centrallåset. I den vanligaste metoden utnyttjar man den aktiva nyckelns förmåga att med en knapptryckning öppna eller stänga bilen. Det man gör, är att man möjliggör för fjärrnyckeln att simulera en knapptryckning och utnyttja den vanliga kommunikationen med bilens låssystem. Simuleringen initieras av fyra steg som utförs på en bråkdel av en sekund så att man upplever det som att man bara öppnar dörren:
- I dörrhantagen finns beröringssensorer (vanligen kapacitiva) på dels handtagets insida, som känner av en hand som drar för att öppna. Och dels på handtagets utsida som man berör för att låsa. När beröring sker, så ger sensorn en signal om detta till en styrdator.
- Styrdatorn aktiverar då en sändarantenn som finns i närheten av det handtag som berörts. Sändaren har kort räckvidd, vanligen en meter, och sänder ett meddelande om att öppning eller låsning önskas från ena eller andra sidan av bilen eller bakom vid bagageluckan.
- Fjärrnyckeln har en krets som reagerar som en RFID, tar emot meddelandet, jämför med att sändning skett från den sida som nyckeln befinner sig. RFID-tekningen innebär att fjärrnyckeln får sin energi från sändaren så att batteriet inte behöver utnyttjas.
- Om det stämmer så aktiveras den vanliga radiokommunikationen för öppning eller låsning som vid aktiv fjärrnyckel.

På bakluckan har man normalt ingen beröringssensor utan utnyttjar en vanlig brytare.
Nästa funktion som används är att kunna starta bilen med nyckeln i fickan. Metoden är likartad i fyra steg:
- Föraren trycker på en startknapp. En signal sänds till samma styrdator.
- Styrdatorn aktiverar då andra sändarantenner inne i kupén. Vanligtvis en under instrumentbrädan, en vid baksätet och en i bagageutrymmet.
- Fjärrnyckeln tar emot begäran om start om nyckeln befinner sig i något av dessa utrymmen.
- Fjärrnyckeln sänder nu till bilens mottagare samma koder som skulle ha lästs av om nyckeln suttit i tändningslåset, bilens startsystem verifierar koderna och startar motorn.

Dessa passiva system kräver att flera olika situationer kan hanteras för att undvika problem:
- För att låsa krävs att fjärrnyckeln inte kan låsas in i bilen av misstag. Av det skälet fanns antenner både utanför och inne i bilen . Vanligen har man yttre antenner i bägge bakre dörrhandtagen som känner av om man är i närheten av vardera sidans dörrar samt en antenn i bakre stötfångaren som känner av om man står bakom bilen för att öppna bakluckan. Inre antenner har man nära instrumentbrädan, mellan stolarna och under hatthyllan där man både känner av vad som ligger ovanpå och under i bagageutrymmet. Mottagaren, som är densamma som för aktiv öppning/stängning, sitter ofta i innertaket. Det är viktigt att antennerna har avstämd känslighet. De bör till exempel sitta minst 10 cm under fönstrens underkant eftersom viss "överhörning" kan ske.
- Ingen ska kunna öppna på förarsidan om fjärrnyckeln befinner sig på passagerarsidan till exempel vid tankning eller på flera meters avstånd från bilen. Systemet separerar således mellan antennernas räckvidd och kräver närhet på max 1-2 meter.
- Systemet ska hantera att flera fjärrnycklar finns i kupén. Det sker genom att den som möjliggjorde öppning av förardörren är den som tillåter motorn att startas. I bilens datorsystem finns alla tillåtna nycklar lagrade. Nycklar kan omkodas och läggas till endast av leverantören under säkra former.

Billeverantörerna har olika benämningar på denna typ av låssystem och någon vedertagen terminologi fanns ej 2012. Rätt vanligt är dock engelska Keyless Entry medan Remote Keyless Entry ofta syftar på aktiva fjärrnycklar med knappar.

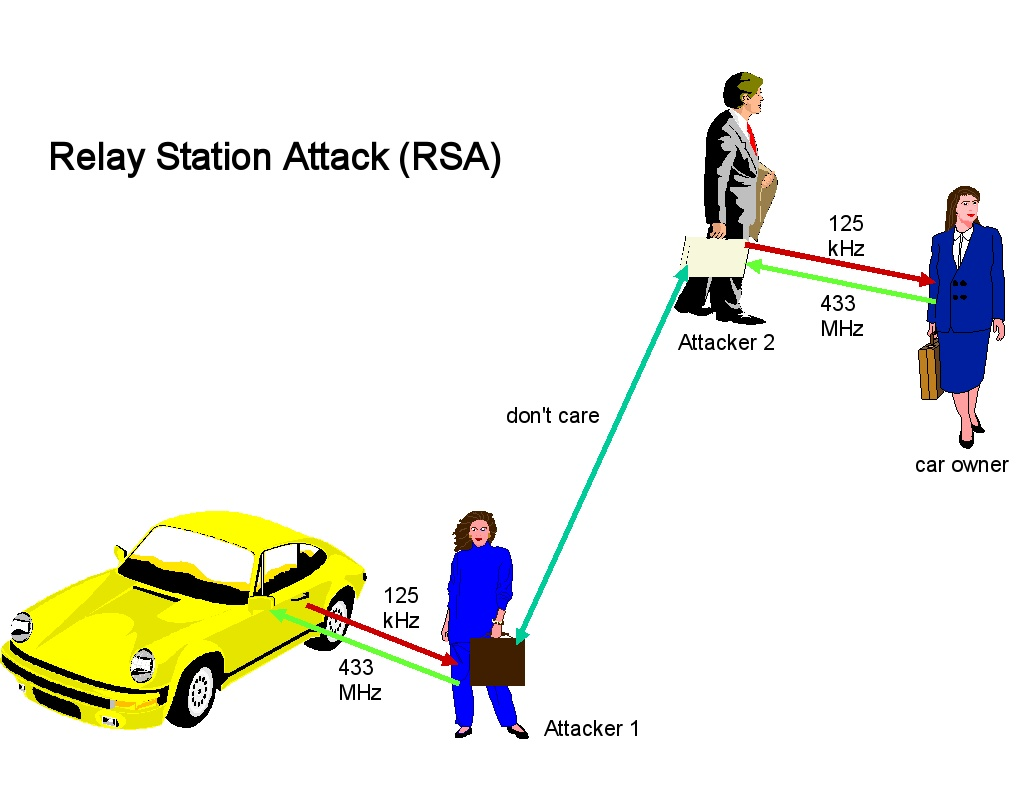
Attack med reläteknik. Personen närmast föraren simulerar bilens begäran om ID. Svaret sänds vidare till personen vid bilen som simulerar en passiv fjärrnyckel

## Kopieringsskydd
Tidigt insåg man att koderna i nycklarna måste skyddas mot intrång. Numera kan man ha kryptering/dekryptering i nyckeln resp. i bilen. Vidare kan man ha "rullande" nycklar som ständigt byts så att avlyssnande utrustning inte kan ta meningsfulla kopior. Ett annat fenomen som bör hanteras är skydd mot "relä"-utrustningar (se vidstående figur). De innebär att en person med en bärbar dator är nära föraren som befinner sig långt från bilen. Datorn simulerar bilen och aktiverar den passiva fjärrnyckeln. Nyckelns svar tas emot av datorn och reläas vidare med en kraftig radiosignal till en annan person med en dator utanför bilen. Denna dator simulerar då fjärrnyckeln och låsen öppnas. Många passiva system mäter dock fördröjningar och har andra knep för att upptäcka att signalerna reläas.

## Nyckelminne
En styrenhet i bilen kan enkelt reservera plats i sitt minne för olika data kopplade till ägaren av varje nyckel som finns för bilen. Exempel på sådana data är olika inställningar av förarplatsen. Inställningarna lagras i nyckelminnet vid låsningen och när bilen senare öppnas med samma nyckel, så återställs dessa inställningar i bilen. När man öppnar får man automatiskt sina egna inställningar även om en annan kört bilen med andra inställningar.
Beroende på bilens exklusivitet varierar de inställningar som kan lagras: Förarstolens inställningar; yttre backspeglar och ibland även den inre; ljudsystemets inställningar av favoriter; rattens och eventuellt pedalernas inställningar; klimatsystemets inställningar av temperatur mm; antisladdsystemets och chassisystemets eventuella inställningsmöjligheter; mm. Något bilmärke möjliggör även att låsa en hastighetsbegränsning till exempel vid utlåning till en ungdom.

## Autentisering
Många anser att tillgången till en bil i framtiden ska styras av en biometrisk autenticering av föraren och inte av vem som för tillfället råkar besitta nyckeln. Biometrisk identifiering innebär att biologiska kännetecken hos en individ avläses och verifieras. Det kan vara avläsare av fingeravtryck, mönstret hos ögats iris eller andra indikatorer.
2012 fanns sådana prototyper men ännu ej kommersialiserade.
En variant av biometri finns dock redan, men mer som kontroll av förarens lämplighet än autentisering. Det gäller alkolås. Alkolåset är en sensor som mäter alkoholmängden i utandningsluften. Innan bilen kan startas måste utandningsprov genomföras. 

## Brottsförebyggande rådet
Citat från deras rapport 2011:
"Under 2011 anmäldes omkring 20 000 bilstölder. Under de senaste tio åren har dessa brott, som nästan alltid anmäls, minskat med 65 procent. När det gäller stölder ur och från fordon anmäldes omkring 66 700 brott. Även här har det skett en kraftig minskning.
Risken att utsättas för bilstöld har inte varit så låg som den är nu sedan statistiken infördes på 1970-talet. Hur stor risken är beror i hög grad på vilken bil du har och i viss utsträckning på var du bor. Minskningen av bilbrottsligheten sammanfaller med att ett EU-direktiv om krav på elektroniskt stöldskydd som gör det svårt att tjuvkoppla bilen." Man tror att minskningen inte bara beror på att låsningen är mer svårforcerad utan även att låsningen nu är så enkel att man även låser när man tillfälligt lämnar bilen vid till exempel en kiosk. En negativ inverkan är att mängden bilrån i stället ökat, dock ej i samma mån.